# مارك كينت
مارك كينت (بالإنجليزية: Mark Kent)‏ هو دبلوماسي بريطاني، ولد في 14 يناير 1966 في Spilsby ‏ في المملكة المتحدة.